# Diskografie Megadeth
Diskografie americké thrashmetalové skupiny Megadeth.

## Alba

### Studiová alba
| Název                                                                    | Informace o albu                                                               | Nejvyšší pozice v žebříčku | Nejvyšší pozice v žebříčku | Nejvyšší pozice v žebříčku | Nejvyšší pozice v žebříčku | Nejvyšší pozice v žebříčku | Nejvyšší pozice v žebříčku | Nejvyšší pozice v žebříčku | Nejvyšší pozice v žebříčku | Nejvyšší pozice v žebříčku | Nejvyšší pozice v žebříčku | Nejvyšší pozice v žebříčku | Nejvyšší pozice v žebříčku | Nejvyšší pozice v žebříčku | Ocenění                                                                     |
| Název                                                                    | Informace o albu                                                               | US                         | AUS                        | AUT                        | CAN                        | DEN                        | FIN                        | FRA                        | GER                        | JPN                        | NLD                        | SWE                        | SWI                        | UK                         | Ocenění                                                                     |
| ------------------------------------------------------------------------ | ------------------------------------------------------------------------------ | -------------------------- | -------------------------- | -------------------------- | -------------------------- | -------------------------- | -------------------------- | -------------------------- | -------------------------- | -------------------------- | -------------------------- | -------------------------- | -------------------------- | -------------------------- | --------------------------------------------------------------------------- |
| Killing Is My Business… and Business Is Good!                            | - Datum vydání: 12. července 1985 - Vydavatelství: Combat - Nosič: CD, CS, LP  | 169                        | 84                         | —                          | —                          | —                          | —                          | —                          | 35                         | 35                         | —                          | —                          | —                          | 149                        |                                                                             |
| Peace Sells… but Who's Buying?                                           | - Datum vydání: 19. září 1986 - Vydavatelství: Capitol - Nosič: CD, CS, LP     | 76                         | —                          | —                          | —                          | —                          | —                          | —                          | —                          | 182                        | —                          | —                          | —                          | —                          | - US: Platinum - UK: Silver - CAN: Platinum                                 |
| So Far, So Good… So What!                                                | - Datum vydání: 19. ledna 1988 - Vydavatelství: Capitol - Nosič: CD, CS, LP    | 28                         | —                          | —                          | 40                         | —                          | 5                          | —                          | —                          | 57                         | 51                         | 37                         | 28                         | 18                         | - US: Platinum - UK: Silver - CAN: Platinum                                 |
| Rust in Peace                                                            | - Datum vydání: 24. září 1990 - Vydavatelství: Capitol - Nosič: CD, CS, LP     | 23                         | 47                         | —                          | 70                         | —                          | 19                         | —                          | —                          | 29                         | 72                         | 34                         | 29                         | 8                          | - US: Platinum - ARG: Gold - CAN: Platinum - UK: Gold                       |
| Countdown to Extinction                                                  | - Datum vydání: 14. července 1992 - Vydavatelství: Capitol - Nosič: CD, CS, LP | 2                          | 14                         | 12                         | 25                         | —                          | 5                          | —                          | 18                         | 6                          | 45                         | 10                         | 16                         | 5                          | - US: 2× Platinum - ARG: Gold - AUS: Platinum - CAN: 3× Platinum - UK: Gold |
| Youthanasia                                                              | - Datum vydání: 31. října 1994 - Vydavatelství: Capitol - Nosič: CD, CS, LP    | 4                          | 9                          | 26                         | 11                         | —                          | 2                          | —                          | 13                         | 11                         | 20                         | 4                          | 32                         | 6                          | - US: Platinum - ARG: Gold - CAN: Platinum - UK : Silver                    |
| Cryptic Writings                                                         | - Datum vydání: 17. června 1997 - Vydavatelství: Capitol - Nosič: CD, CS, LP   | 10                         | 43                         | 30                         | 17                         | 5                          | 2                          | 14                         | 22                         | 7                          | 48                         | 15                         | 45                         | 38                         | - US: Gold - ARG: Gold - CAN: Gold - Korea: Gold                            |
| Risk                                                                     | - Datum vydání: 31. srpna 1999 - Vydavatelství: Capitol - Nosič: CD, CS, LP    | 16                         | —                          | 34                         | 14                         | 8                          | 8                          | 37                         | 38                         | 11                         | 39                         | 17                         | —                          | 29                         |                                                                             |
| The World Needs a Hero                                                   | - Datum vydání: 15. května 2001 - Vydavatelství: Sanctuary - Nosič: CD, CS, LP | 16                         | 72                         | 59                         | 20                         | —                          | 23                         | 28                         | 36                         | 17                         | 80                         | 38                         | 94                         | 45                         |                                                                             |
| The System Has Failed                                                    | - Datum vydání: 14. září 2004 - Vydavatelství: Sanctuary - Nosič: CD, LP       | 18                         | 57                         | 43                         | 10                         | 38                         | 12                         | 28                         | 29                         | 15                         | 32                         | 14                         | 57                         | 60                         |                                                                             |
| United Abominations                                                      | - Datum vydání: 14. května 2007 - Vydavatelství: Roadrunner - Nosič: CD, LP    | 8                          | 23                         | 17                         | 5                          | 22                         | 2                          | 40                         | 28                         | 9                          | 49                         | 15                         | 38                         | 23                         |                                                                             |
| Endgame                                                                  | - Datum vydání: 9. září 2009 - Vydavatelství: Roadrunner - Nosič: CD, LP       | 9                          | 11                         | 22                         | 4                          | 19                         | 7                          | 28                         | 21                         | 16                         | 22                         | 17                         | 32                         | 24                         |                                                                             |
| Thirteen                                                                 | - Datum vydání: 1. listopadu 2011 - Vydavatelství: Roadrunner - Nosič: CD, LP  | 11                         | 13                         | 28                         | 8                          | 39                         | 8                          | 49                         | 25                         | 11                         | 42                         | 18                         | 23                         | 34                         |                                                                             |
| Super Collider                                                           | - Datum vydání: 4. června 2013 - Vydavatelství: Universal - Nosič: CD, LP      | 6                          | 28                         | 26                         | 4                          | 22                         | 4                          | 43                         | 24                         | 12                         | 36                         | 15                         | 21                         | 22                         |                                                                             |
| Dystopia                                                                 | - Datum vydání: 22. ledna 2016 - Vydavatelství: Universal - Nosič: CD, LP      | 3                          | 6                          | 14                         | 3                          | —                          | 3                          | 39                         | 10                         | 16                         | 25                         | 19                         | 7                          | 11                         |                                                                             |
| The Sick, the Dying… and the Dead!                                       | - Datum vydání: 2. září 2022 - Vydavatelství: Universal - Nosič: CD, CS, LP    |                            |                            |                            |                            |                            |                            |                            |                            |                            |                            |                            |                            |                            |                                                                             |
| „—“ značí vydání, která v dané zemi nevyšla či se neumístila v žebříčku. |                                                                                |                            |                            |                            |                            |                            |                            |                            |                            |                            |                            |                            |                            |                            |                                                                             |

### Koncertní alba
| Rude Awakening                                                                     | - Datum vydání: 19. ledna 2002 - Vydavatelství: Sanctuary - Nosič: CD, CS       | 115 | —  | 100 | —  | 93 | —  | —  | —  | 129 |                                                |
| That One Night: Live in Buenos Aires                                               | - Datum vydání: 4. září 2007 - Vydavatelství: Image - Nosič: CD                 | —   | —  | —   | —  | —  | —  | —  | —  | —   |                                                |
| Rust in Peace Live                                                                 | - Datum vydání: 7. září 2010 - Vydavatelství: Shout! Factory - Nosič: CD        | 161 | 96 | 72  | —  | —  | 83 | —  | —  | —   |                                                |
| The Big Four: Live from Sofia, Bulgaria (se skupinami Slayer, Metallica a Anthrax) | - Datum vydání: 15. října 2010 - Vydavatelství: Universal - Nosič: CD           | —   | 73 | 1   | 31 | —  | —  | 75 | 63 | 1   | - GER: Gold - BRA: Platinum - AUS: 2× Platinum |
| Countdown to Extinction: Live                                                      | - Datum vydání: 24. září 2013 - Vydavatelství: Tradecraft/Universal - Nosič: CD |     |    |     |    |    |    |    |    |     |                                                |
| „—“ značí vydání, která v dané zemi nevyšla či se neumístila v žebříčku.           |                                                                                 |     |    |     |    |    |    |    |    |     |                                                |

### Kompilační alba
| Název                                                                   | Informace o albu                                                               | Nejvyšší pozice v žebříčku | Nejvyšší pozice v žebříčku | Nejvyšší pozice v žebříčku | Nejvyšší pozice v žebříčku | Nejvyšší pozice v žebříčku | Ocenění                     |
| Název                                                                   | Informace o albu                                                               | US                         | FIN                        | JPN                        | NZ                         | UK                         | Ocenění                     |
| ----------------------------------------------------------------------- | ------------------------------------------------------------------------------ | -------------------------- | -------------------------- | -------------------------- | -------------------------- | -------------------------- | --------------------------- |
| Capitol Punishment: The Megadeth Years                                  | - Datum vydání: 24. října 2000 - Vydavatelství: Capitol - Nosič: CD, CS        | 66                         | —                          | 26                         | 41                         | 185                        |                             |
| Still Alive… and Well?                                                  | - Datum vydání: 10. září 2002 - Vydavatelství: Sanctuary - Nosič: CD           | —                          | —                          | —                          | —                          | —                          |                             |
| Greatest Hits: Back to the Start                                        | - Datum vydání: 28. července 2005 - Vydavatelství: Capitol - Nosič: CD, CD+DVD | 65                         | 21                         | —                          | —                          | 47                         | - Canada: Gold - UK: Silver |
| Warchest                                                                | - Datum vydání: 9. října 2007 - Vydavatelství: EMI - Nosič: CD+DVD             | —                          | 36                         | —                          | —                          | —                          |                             |
| Anthology: Set the World Afire                                          | - Datum vydání: 30. září 2008 - Vydavatelství: Capitol - Nosič: CD             | —                          | —                          | —                          | —                          | —                          |                             |
| Icon                                                                    | - Datum vydání: 25. února, 2014 - Vydavatelství: Capitol - Nosič: CD           | —                          | —                          | —                          | —                          | —                          |                             |
| Warheads on Foreheads                                                   | - Datum vydání: 22. března 2019 - Vydavatelství: Capitol                       | —                          | —                          | —                          | —                          | —                          |                             |
| „—“ značí vydání, která v dané zemi nevyšla či se neumístila v žebříčku |                                                                                |                            |                            |                            |                            |                            |                             |

### Videoalba
| Název                                                                              | Informace o albu                                                                     | Nejvyšší pozice v žebříčku | Nejvyšší pozice v žebříčku | Nejvyšší pozice v žebříčku | Nejvyšší pozice v žebříčku | Ocenění                                    |
| Název                                                                              | Informace o albu                                                                     | US                         | AUS                        | FIN                        | NOR                        | Ocenění                                    |
| ---------------------------------------------------------------------------------- | ------------------------------------------------------------------------------------ | -------------------------- | -------------------------- | -------------------------- | -------------------------- | ------------------------------------------ |
| Rusted Pieces                                                                      | - Datum vydání: duben 1991 - Vydavatelství: Capitol - Nosič: VHS                     | 3                          | —                          | —                          | —                          |                                            |
| Exposure of a Dream                                                                | - Datum vydání: 3. listopadu 1992 - Vydavatelství: Capitol - Nosič: VHS              | 25                         | —                          | —                          | —                          |                                            |
| Evolver: The Making of Youthanasia                                                 | - Datum vydání: 2. května 1995 - Vydavatelství: Capitol - Nosič: VHS                 | 13                         | —                          | —                          | —                          |                                            |
| Behind the Music                                                                   | - Datum vydání: 16. října 2001 - Vydavatelství: Sanctuary - Nosič: DVD               | 23                         | —                          | —                          | —                          |                                            |
| Rude Awakening                                                                     | - Datum vydání: 9. dubna 2002 - Vydavatelství: Sanctuary - Nosič: DVD                | 2                          | —                          | 8                          | —                          | - US: Gold - CAN: Gold                     |
| Arsenal of Megadeth                                                                | - Datum vydání: 21. března 2006 - Vydavatelství: Capitol - Nosič: DVD                | 6                          | 5                          | 1                          | —                          | - US: Gold - ARG: Platinum - CAN: Platinum |
| That One Night: Live in Buenos Aires                                               | - Datum vydání: 6. března 2007 - Vydavatelství: Image - Nosič: DVD                   | 12                         | 6                          | 1                          | 10                         | - US: Gold - CAN: Platinum                 |
| Rust in Peace Live                                                                 | - Datum vydání: 15. října 2010 - Vydavatelství: Universal - Nosič: DVD, BD           | 2                          | 3                          | 4                          | —                          |                                            |
| The Big Four: Live from Sofia, Bulgaria (se skupinami Slayer, Metallica a Anthrax) | - Datum vydání: 29. října, 2010 - Vydavatelství: Universal - Nosič: DVD, BD          | 1                          | —                          | —                          | —                          | - US: 2× Platinum                          |
| Countdown to Extinction: Live                                                      | - Datum vydání: 24. září 2013 - Vydavatelství: Tradecraft/Universal - Nosič: DVD, BD |                            |                            | 4                          |                            |                                            |
| „—“ značí vydání, která v dané zemi nevyšla či se neumístila v žebříčku            |                                                                                      |                            |                            |                            |                            |                                            |

## EP
| Název            | Informace o EP                                                         | Nejvyšší pozice v žebříčku | Nejvyšší pozice v žebříčku | Nejvyšší pozice v žebříčku | Ocenění     |
| Název            | Informace o EP                                                         | US                         | JPN                        | UK                         | Ocenění     |
| ---------------- | ---------------------------------------------------------------------- | -------------------------- | -------------------------- | -------------------------- | ----------- |
| Hidden Treasures | - Datum vydání: 18. července 1995 - Vydavatelství: Capitol - Nosič: CD | 90                         | 13                         | 28                         | - CAN: Gold |

## Singly
| „Wake Up Dead“                                                           | 1986 | —  | —  | —  | —  | —  | —  | —  | 65 | Peace Sells... But Who's Buying? |
| „Peace Sells“                                                            | 1986 | —  | —  | —  | —  | —  | —  | —  | —  | Peace Sells... But Who's Buying? |
| „Mary Jane“                                                              | 1988 | —  | —  | —  | —  | —  | —  | 46 | 46 | So Far, So Good... So What!      |
| „Anarchy in the U.K“                                                     | 1988 | —  | —  | —  | —  | —  | —  | 13 | 45 | So Far, So Good... So What!      |
| „In My Darkest Hour“                                                     | 1988 | —  | —  | —  | —  | —  | —  | —  | —  | So Far, So Good... So What!      |
| „Hook in Mouth“                                                          | 1988 | —  | —  | —  | —  | —  | —  | —  | —  | So Far, So Good... So What!      |
| „Liar“                                                                   | 1989 | —  | —  | —  | —  | —  | —  | —  | —  | So Far, So Good... So What!      |
| „No More Mr. Nice Guy“                                                   | 1989 | —  | —  | 48 | —  | 12 | 7  | —  | 13 | Shocker, Hidden Treasures        |
| „Holy Wars… The Punishment Due“                                          | 1990 | —  | —  | —  | —  | 10 | 12 | —  | 24 | Rust in Peace                    |
| „Hangar 18“                                                              | 1991 | —  | —  | —  | —  | 29 | 25 | —  | 26 | Rust in Peace                    |
| „Foreclosure of a Dream“                                                 | 1992 | —  | 30 | —  | —  | 19 | —  | —  | —  | Countdown to Extinction          |
| „Symphony of Destruction“                                                | 1992 | 71 | 29 | 58 | 91 | 12 | 14 | 15 | 15 | Countdown to Extinction          |
| „Skin o' My Teeth“                                                       | 1993 | —  | —  | —  | —  | —  | 11 | —  | 13 | Countdown to Extinction          |
| „Sweating Bullets“                                                       | 1993 | —  | 27 | —  | —  | —  | 18 | —  | 26 | Countdown to Extinction          |
| „Crown of Worms“                                                         | 1994 | —  | —  | —  | —  | —  | —  | —  | —  | Nevydáno na albu                 |
| „Train of Consequences“                                                  | 1994 | —  | 29 | —  | —  | 8  | —  | —  | 22 | Youthanasia                      |
| „À Tout le Monde“                                                        | 1995 | —  | 31 | —  | —  | 12 | —  | —  | —  | Youthanasia                      |
| „Angry Again“                                                            | 1995 | —  | 18 | —  | —  | —  | —  | —  | —  | Hidden Treasures                 |
| „99 Ways to Die“                                                         | 1995 | —  | 23 | —  | —  | —  | —  | —  | —  | Hidden Treasures                 |
| „Trust“                                                                  | 1997 | —  | 5  | —  | —  | —  | —  | —  | —  | Cryptic Writings                 |
| „Almost Honest“                                                          | 1997 | —  | 8  | —  | —  | —  | —  | —  | —  | Cryptic Writings                 |
| „Use the Man“                                                            | 1998 | —  | 15 | —  | —  | —  | —  | —  | —  | Cryptic Writings                 |
| „A Secret Place“                                                         | 1998 | —  | 19 | —  | —  | —  | —  | —  | —  | Cryptic Writings                 |
| „Crush 'Em“                                                              | 1999 | —  | 6  | —  | —  | —  | —  | —  | —  | Risk                             |
| „Breadline“                                                              | 1999 | —  | 6  | —  | —  | —  | —  | —  | —  | Risk                             |
| „Insomnia“                                                               | 1999 | —  | 26 | —  | —  | —  | —  | —  | —  | Risk                             |
| „Kill the King“                                                          | 2001 | —  | 21 | —  | —  | —  | —  | —  | —  | Capitol Punishment               |
| „Moto Psycho“                                                            | 2001 | —  | 22 | —  | —  | —  | —  | —  | —  | The World Needs a Hero           |
| „Dread and the Fugitive Mind“                                            | 2001 | —  | —  | —  | —  | —  | —  | —  | —  | The World Needs a Hero           |
| „Die Dead Enough“                                                        | 2004 | —  | 21 | —  | —  | —  | —  | —  | —  | The System Has Failed            |
| „Of Mice and Men“                                                        | 2005 | —  | 39 | —  | —  | —  | —  | —  | —  | The System Has Failed            |
| „The Scorpion“                                                           | 2005 | —  | —  | —  | —  | —  | —  | —  | —  | The System Has Failed            |
| „Gears of War“                                                           | 2006 | —  | —  | —  | —  | —  | —  | —  | —  | United Abominations              |
| „À Tout le Monde (Set Me Free)“                                          | 2007 | —  | —  | —  | —  | —  | —  | —  | —  | United Abominations              |
| „Sleepwalker“                                                            | 2007 | —  | —  | —  | —  | —  | —  | —  | —  | United Abominations              |
| „Washington Is Next!“                                                    | 2007 | —  | —  | —  | —  | —  | —  | —  | —  | United Abominations              |
| „Never Walk Alone… A Call to Arms“                                       | 2007 | —  | —  | —  | —  | —  | —  | —  | —  | United Abominations              |
| „Head Crusher“                                                           | 2009 | —  | —  | —  | —  | —  | —  | —  | —  | Endgame                          |
| „The Right to Go Insane“                                                 | 2010 | —  | 38 | —  | —  | —  | —  | —  | —  | Endgame                          |
| „44 Minutes“                                                             | 2010 | —  | —  | —  | —  | —  | —  | —  | —  | Endgame                          |
| „Sudden Death“                                                           | 2010 | —  | —  | —  | —  | —  | —  | —  | —  | Guitar Hero: Warriors of Rock    |
| „Never Dead“                                                             | 2011 | —  | —  | —  | —  | —  | —  | —  | —  | Thirteen                         |
| „Public Enemy No. 1“                                                     | 2011 | —  | 28 | —  | —  | —  | —  | —  | —  | Thirteen                         |
| „Whose Life (Is It Anyways?)“                                            | 2012 | —  | —  | —  | —  | —  | —  | —  | —  | Thirteen                         |
| „Super Collider“                                                         | 2013 | —  | —  | —  | —  | —  | —  | —  | —  | Super Collider                   |
| „Fatal Illusion“                                                         | 2015 | —  | —  | —  | —  | —  | —  | —  | —  | Dystopia                         |
| „The Threat Is Real“                                                     | 2015 | —  | —  | —  | —  | —  | —  | —  | —  | Dystopia                         |
| „Dystopia“                                                               | 2016 | —  | 28 | —  | —  | —  | —  | —  | —  | Dystopia                         |
| „Post-American World“                                                    | 2016 | —  | 36 | —  | —  | —  | —  | —  | —  | Dystopia                         |
| „—“ značí vydání, která v dané zemi nevyšla či se neumístila v žebříčku. |      |    |    |    |    |    |    |    |    |                                  |

## Videoklipy
| Year | Skladba                            | Režisér/režiséři                |
| ---- | ---------------------------------- | ------------------------------- |
| 1986 | „Peace Sells“                      | Robert Longo                    |
| 1987 | „Wake Up Dead“                     | Penelope Spheeris               |
| 1988 | „In My Darkest Hour“               | Penelope Spheeris               |
| 1988 | „Anarchy in the U. K.“             | David Mackie                    |
| 1989 | „No More Mr. Nice Guy“             | Penelope Spheeris               |
| 1990 | „Holy Wars… The Punishment Due“    | Benjamin Stokes, Eric Zimmerman |
| 1990 | „Hangar 18“                        | Paul Boyington                  |
| 1991 | „Go to Hell“                       | Eric Zimmerman, Eric Koziol     |
| 1992 | „Foreclosure of a Dream“           | Jeff Richter                    |
| 1992 | „High Speed Dirt“                  | Eric Zimmerman, Eric Koziol     |
| 1992 | „Symphony of Destruction“          | Wayne Isham                     |
| 1992 | „Skin o' My Teeth“                 | Eric Zimmerman, Eric Koziol     |
| 1993 | „99 Ways to Die“                   | Wayne Isham                     |
| 1993 | „Sweating Bullets“                 | Wayne Isham                     |
| 1994 | „A Tout le Monde“                  | Justin Keith                    |
| 1994 | „Reckoning Day“                    | Jerry Behrens                   |
| 1994 | „Angry Again“                      | Wayne Isham                     |
| 1994 | „Train of Consequences“            | Wayne Isham                     |
| 1997 | „Trust“                            | Liz Friedlander                 |
| 1997 | „Almost Honest“                    | Scott Richter                   |
| 1998 | „A Secret Place“                   | Kyle LaBreche                   |
| 1999 | „Insomnia“                         | Len Wiseman                     |
| 1999 | „Crush 'Em“                        | Len Wiseman                     |
| 2000 | „Breadline“                        | John Richards                   |
| 2001 | „Moto Psycho“                      | Nathan Cox                      |
| 2004 | „Die Dead Enough“                  | Thomas Mignone                  |
| 2005 | „Of Mice and Men“                  | Michael Sarna                   |
| 2005 | „Kill the King“                    | Dave Mustaine                   |
| 2006 | „Coming Home“                      | Michael Sarna                   |
| 2007 | „Blackmail the Universe“           | Michael Sarna                   |
| 2007 | „À Tout le Monde (Set Me Free)“    | Aggressive                      |
| 2007 | „Never Walk Alone… A Call to Arms“ | Labworks                        |
| 2009 | „Head Crusher“                     | Patrick Kendall                 |
| 2010 | „The Right to Go Insane“           | Bill Fishman                    |
| 2011 | „Public Enemy No. 1“               | Kevin McVey                     |
| 2012 | „Whose Life (Is It Anyways?)“      | Cody Calahan                    |
| 2013 | „Super Collider“                   | Robby Starbuck                  |
| 2014 | „Back In The Day“                  | Jody "XDude" Hatton             |
| 2015 | „The Threat is Real“               | Blair Underwood                 |
| 2016 | „Dystopia“                         | Blair Underwood                 |
| 2016 | „Poisonous Shadows“                | Blair Underwood                 |
| 2016 | „Post American World“              | Blair Underwood                 |
| 2016 | „Conquer Or Die“                   | Blair Underwood                 |
| 2018 | „Lying In State“                   | Leo Liberti                     |